# Constitution Hill, London
Constitution Hill är en gata i stadsområdet Westminster i London. Den leder från platsen framför Buckingham Palace i västlig riktning till Hyde Park Corner där den avslutas med Wellington Arch (som biltrafiken kringgår).

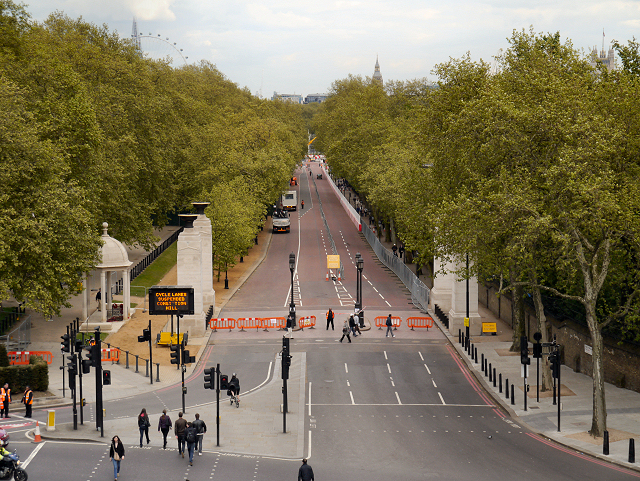
Constitution Hill sedd från Wellington Arch, 2012. I förgrunden minnesmärket Memorial Gates. Till vänster Green Park.

Gatan är en bred allé och omges i söder av Buckingham Palace Garden och i norr av Green Park. Den används som anslutande processionsväg till/från gatan The Mall vid större nationella och kungliga högtider. Under 1800-talet förövades här tre attentatsförsök mot drottning Victoria, 1840, 1842 och 1849.
Kort före Wellington Arch finns ett minnesmärke, Memorial Gates, över de fem miljoner soldater från samväldesländerna som stred med Storbritannien under de båda världskrigen. Det invigdes 2002 av drottning Elizabeth.

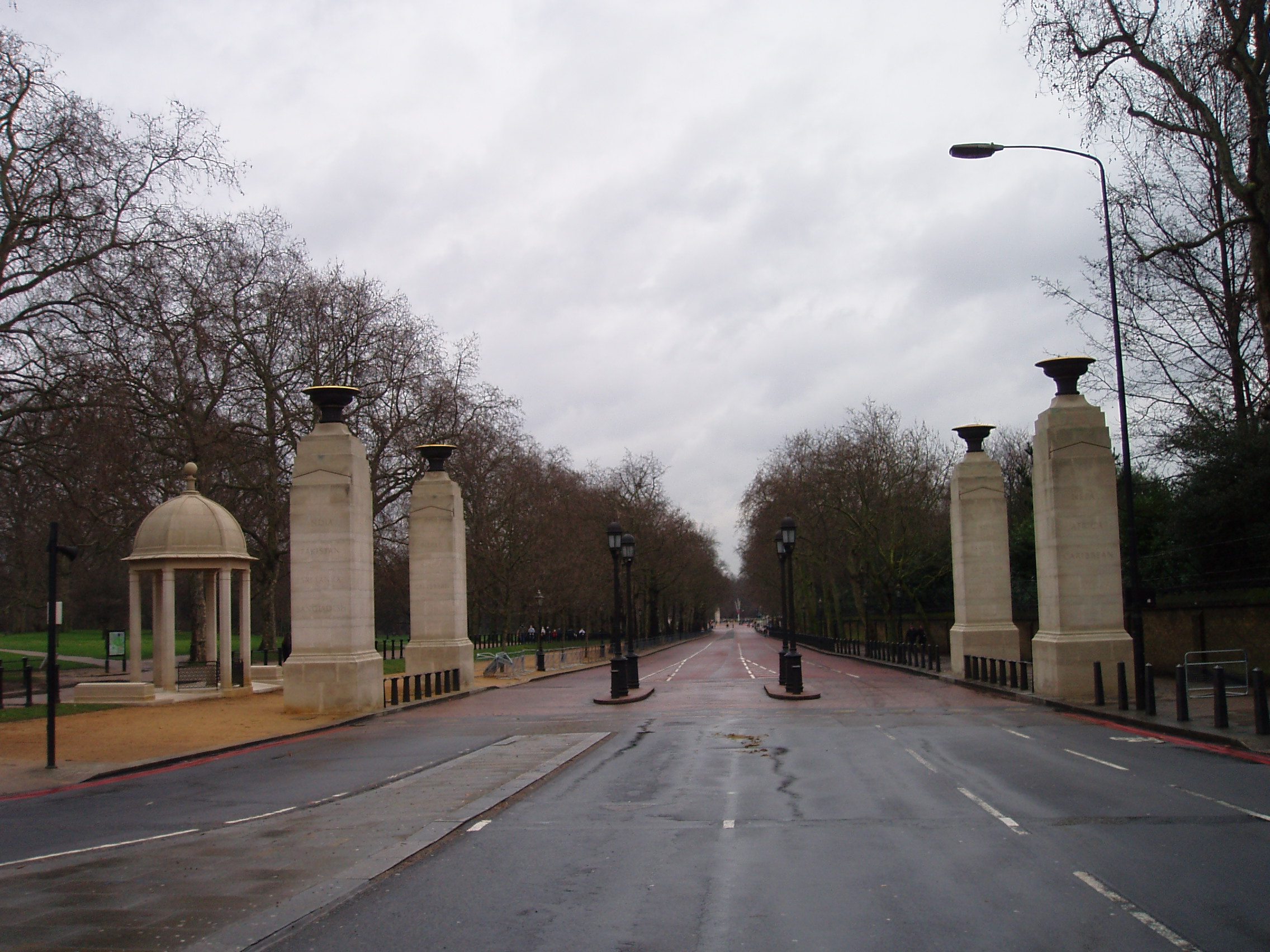
Memorial Gates, 2010.